# Centrogenyidae
Famille
Synonymes
- Centrogeniidae[1]

Les Centrogenyidae sont une famille de poissons de l'ordre des Perciformes représentée par un seul genre, Centrogenys, et une seule espèce, Centrogenys vaigiensis (Quoy and Gaimard, 1824).
Il s'agit d'un poisson vivant en eau saumâtre ou marine que l'on rencontre dans l'océan Indien et en Pacifique ouest.

## Liste des genres
Selon BioLib (9 juillet 2019) :
- genre Centrogenys Richardson, 1842